# Potentilla fragiformis
Potentilla fragiformis är en rosväxtart som beskrevs av Carl Ludwig von Willdenow och Diederich Franz Leonhard von Schlechtendal. Potentilla fragiformis ingår i Fingerörtssläktet som ingår i familjen rosväxter. Inga underarter finns listade i Catalogue of Life.

## Bildgalleri

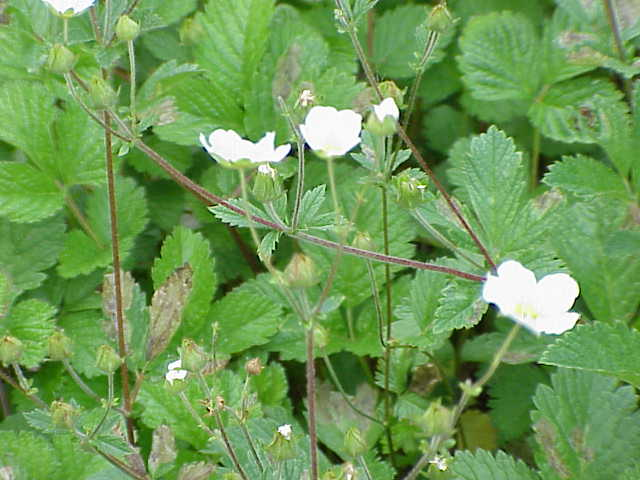
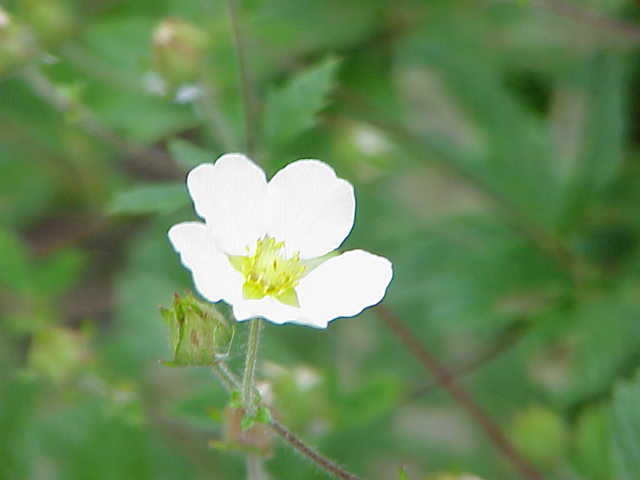
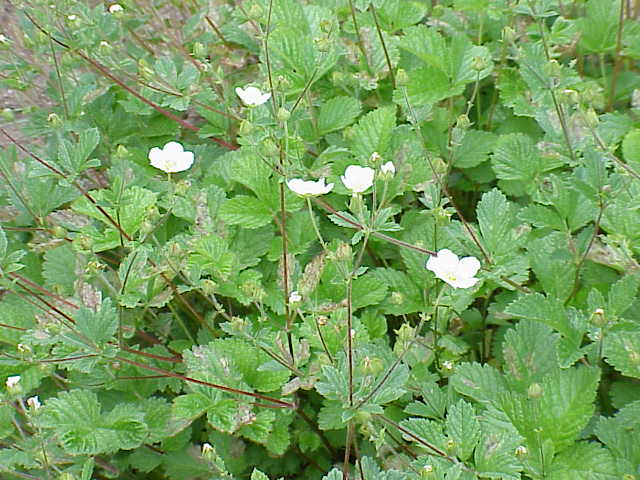